# 테고마스의 마법
《테고마스의 마법》(テゴマスのまほう 테고마스노마호우[*])은 테고마스의 3번째 정규 음반이다.

## 해설
초회 한정반, 통상반 2가지 포맷으로 발매. 초회 한정반은 스페셜 패키지 사양으로, 28페이지의 북클릿과 PV, 메이킹, 스페셜 인터뷰가 담긴 DVD가 수록되었으며, 통상반은 16페이지의 북클릿 포함, 3곡의 보너스 트랙이 수록되었다.

## 수록곡

### 초회 한정반
1. 魔法のメロディ / 마법의 멜로디
작사·작곡: 코마츠 키요히토 / 편곡: 이시즈카 토모키
2. 花火 / 불꽃
작사: 마나베 오자토, 히로이즘 / 작곡: 히로이즘 / 편곡: 스즈키 마사야
3. 夕焼けと恋と自転車 / 노을과 사랑과 자전거
작사: 이타바시 카나오 / 작곡: Dr Hardcastle, 다이치 / 편곡: 스즈키 마사야
4. 雪だるま / 눈사람
작사: zopp / 작곡: 요다 카즈오 / 편곡: h-wonder
5. わすれもの / 잊은 물건
작사: 미조구치 타카키 / 작곡: 나카타니 아츠코 / 편곡: 아베 준
6. 七夕祭り / 칠석제
작사: RYOKa / 작곡: Anderz Wrethov, Elin Wrethov, Johan Bejerholm / 편곡: Anderz Wrethov, Johan Bejerholm
7. Mr.Freedom
작사: 모리 타마키 / 작곡·편곡: 이와타 마사유키
8. Over Drive
작사: Maboo / 작곡: 이하시 나루야, 와타나베 타쿠야 / 편곡  와타나베 타쿠야
9. 猟奇的ハニー / 엽기적 허니
작사: zopp / 작곡: 다이치 / 편곡: CHOKKAKU
10. ユメタビビト / 꿈을 찾아 여행하는 사람
작사: 모리 타마키 / 작곡·편곡: 이와타 마사유키
11. 青いベンチ / 파란 벤치
작사·작곡: 키타시미즈 유타 / 편곡: 이시즈카 토모키

### 통상반
1. 魔法のメロディ / 마법의 멜로디
2. 花火 / 불꽃
3. 夕焼けと恋と自転車 / 노을과 사랑과 자전거
4. 雪だるま / 눈사람
5. わすれもの / 잊은 물건
6. 七夕祭り / 칠석제
7. Mr.Freedom
8. Over Drive
9. 猟奇的ハニー / 엽기적 허니
10. ユメタビビト / 꿈을 찾아 여행하는 사람
11. 青いベンチ / 파란 벤치
12. ら・ら・桜 / 라 라 벚꽃
작사: zoop / 작곡: 기무라 아츠시 / 편곡: 瀬流路弦三郎
13. ただいま、おかえり / 다녀왔습니다, 어서 와
작사: zoop / 작곡·편곡: Shusui, Stefan Aberg
14. アイノナカデ / 사랑 안에서
작사: 테고마스 / 작곡: 다이치 / 편곡: 이와타 마사유키